# Les Alleuds (Deux-Sèvres)
Les Alleuds is een plaats en voormalige gemeente in het Franse departement Deux-Sèvres in regio Nouvelle-Aquitaine. Op 1 januari 2017 fuseerde de gemeente met het aangrenzende Gournay-Loizé tot de commune nouvelle Alloinay. De plaats en de gemeente maken deel uit van het arrondissement Niort.

## Geografie
De oppervlakte van Les Alleuds bedraagt 9,0 km², de bevolkingsdichtheid is 31,7 inwoners per km².
De onderstaande kaart toont de ligging van Les Alleuds (Deux-Sèvres) met de belangrijkste infrastructuur en aangrenzende gemeenten.

## Demografie
Onderstaande figuur toont het verloop van het inwonertal.